# Александра Димитрова
Александра Димитрова може да се отнася за:
- Александра Димитрова (спортистка), р. 2001 г., българска състезателка по кикбокс, таекуондо и савате
- Александра Димитрова (поетеса), р. 1977 г., северномакедонска писателка